# بوكليس دي لا مايين 2022
بوكليس دي لا مايين 2022 (بالفرنسية: Boucles de la Mayenne 2022)‏ هو سباق دراجات هوائية، وهو الموسم السابع والأربعين من بوكليس دي لا مايين، وأقيم خلال الفترة من 26 مايو 2022، وحتى 29 مايو 2022.
فاز بالمركز الأول بنجامين توماس، وبالمركز الثاني بينوا كوسنيفروي، وبالمركز الثالث اليكس ارانبورو، وفاز Orluis Aular ‏ في ترتيب النقاط، وكان الفائز حسب النقاط للشباب جيك ستيوارت، وكان الفائز في تصنيف الجبال غيليس دي وايلد ‏، وفاز ديركت إينرجي في ترتيب الفرق.

## الفرق
| فرق عالمية (5)- AG2R Citroën Team - Cofidis - Groupama-FDJ - Movistar Team - UAE Team Emirates فرق برو (12)- Arkéa-Samsic - بي آند بي هوتيلز 2022 ‏ - بنجوال باوليز ساوكس دبليو بي 2022 ‏ - برجس بي إتش 2022 ‏ - كاجا رورال-سيغوروس 2022 ‏ - درون هوبر-أندروني جوكاتولي 2022 ‏ - أوسكالتيل أوسكادي 2022 ‏ - كيرن فارما 2022 ‏ - Human Powered Health - سبورت فلاندرين بالويس 2022 ‏ - TotalEnergies - أونو اكس برو سايكلنج تيم 2022 ‏ فرق قارية (5)- Van Rysel–Roubaix ‏ - CIC U Nantes Atlantique ‏ - Nice Métropole Côte d'Azur ‏ - Team Lotto–Kern Haus ‏ - سانت ميشيل-أوبير 93 2022 ‏ |  |
| |  |

## المراحل
| قائمة المراحل | قائمة المراحل | قائمة المراحل                                   | قائمة المراحل | قائمة المراحل | قائمة المراحل        | قائمة المراحل |
| المرحلة       | التاريخ       | الدورة                                          |               | المسافة (كم)  | الفائز بالمرحلة      | القائد العام  |
| ------------- | ------------- | ----------------------------------------------- | ------------- | ------------- | -------------------- | ------------- |
| مرحلة 1       | 26 مايو       | Saint-Pierre-des-Landes ‏ – Andouillé ‏           | مرحلة جبلية   | 180           | Jason Tesson ‏        | Jason Tesson ‏ |
| مرحلة 2       | 27 مايو       | Jublains ‏ – Pré-en-Pail-Saint-Samson ‏           | مرحلة جبلية   | 171           | بنجامين توماس        | بنجامين توماس |
| مرحلة 3       | 28 مايو       | Saint-Berthevin ‏ – Château-Gontier-sur-Mayenne ‏ | مرحلة جبلية   | 188           | أموري كابيو          | بنجامين توماس |
| مرحلة 4       | 29 مايو       | Martigné-sur-Mayenne ‏ – لافال                   | مرحلة جبلية   | 180           | خوان سباستيان مولانو | بنجامين توماس |

## النتيجة

### مرحلة 1
هي مرحلة جبلية، أقيمت في 26 مايو 2022، وامتدّت لمسافة 180 كيلومتر. فاز بالمرحلة Jason Tesson ‏، وكان متصدر الترتيب العام في نهاية المرحلة Jason Tesson ‏، وكان المتصدر حسب ترتيب النقاط Jason Tesson ‏، وكان المتصدر في ترتيب التسلق Lindsay De Vylder ‏، وتصدر ترتيب النقاط للشباب Jason Tesson ‏، ومتصدر ترتيب الفرق توتال إنرجيز 2022.
| التصنيف العام         | التصنيف العام      | التصنيف العام    | التصنيف العام               | التصنيف العام |
| العداء                | العداء             | البلد            | الفريق                      | الوقت         |
| --------------------- | ------------------ | ---------------- | --------------------------- | ------------- |
| 1                     | Jason Tesson ‏      | فرنسا            | إتش بي بي تي بي – أوبير 93 ‏ | 4 س 11 د 55 ث |
| 2                     | Bram Welten ‏       | هولندا           | Groupama-FDJ                | + 4 ث         |
| 3                     | Lindsay De Vylder ‏ | بلجيكا           | سبورت فلاندرين بالويس ‏      | + 4 ث         |
| 4                     | توماس بودات        | فرنسا            | Van Rysel–Roubaix ‏          | + 6 ث         |
| 5                     | إنجيل مادرازو      | إسبانيا          | برجس بي إتش ‏                | + 6 ث         |
| 6                     | Joey Rosskopf ‏     | الولايات المتحدة | Human Powered Health        | + 8 ث         |
| 7                     | Jérémy Lecroq ‏     | فرنسا            | فيتال كونسبت ‏               | + 10 ث        |
| 8                     | أنتوني تورجيس      | فرنسا            | TotalEnergies               | + 10 ث        |
| 9                     | جوليان سيمون       | فرنسا            | TotalEnergies               | + 10 ث        |
| 10                    | اليكس ارانبورو     | إسبانيا          | موفيستار                    | + 10 ث        |
| مصدر: ProCyclingStats |                    |                  |                             |               |

### مرحلة 2
هي مرحلة جبلية، أقيمت في 27 مايو 2022، وامتدّت لمسافة 171 كيلومتر. فاز بالمرحلة بنجامين توماس، وكان متصدر الترتيب العام في نهاية المرحلة بنجامين توماس، وكان المتصدر حسب ترتيب النقاط بنجامين توماس، وكان المتصدر في ترتيب التسلق غيليس دي وايلد ‏، وتصدر ترتيب النقاط للشباب Finn Fisher-Black ‏، ومتصدر ترتيب الفرق توتال إنرجيز 2022.
| التصنيف العام         | التصنيف العام      | التصنيف العام   | التصنيف العام                 | التصنيف العام |
| العداء                | العداء             | البلد           | الفريق                        | الوقت         |
| --------------------- | ------------------ | --------------- | ----------------------------- | ------------- |
| 1                     | بنجامين توماس      | فرنسا           | Cofidis                       | 8 س 23 د 25 ث |
| 2                     | بينوا كوسنيفروي    | فرنسا           | AG2R Citroën Team             | + 4 ث         |
| 3                     | اليكس ارانبورو     | إسبانيا         | موفيستار                      | + 6 ث         |
| 4                     | جوليان سيمون       | فرنسا           | TotalEnergies                 | + 10 ث        |
| 5                     | Finn Fisher-Black ‏ | نيوزيلندا       | فريق الإمارات                 | + 10 ث        |
| 6                     | ماركو تيزا         | إيطاليا         | بنجوال باوليز ساوكس دبليو بي ‏ | + 10 ث        |
| 7                     | جيك ستيوارت        | المملكة المتحدة | Groupama-FDJ                  | + 14 ث        |
| 8                     | رومان هاردي        | فرنسا           | اركيا سامسيك                  | + 14 ث        |
| 9                     | Idar Andersen ‏     | النرويج         | أونو-إكس موبيليتي ‏            | + 16 ث        |
| 10                    | أنتوني تورجيس      | فرنسا           | TotalEnergies                 | + 23 ث        |
| مصدر: ProCyclingStats |                    |                 |                               |               |

### مرحلة 3
هي مرحلة جبلية، أقيمت في 28 مايو 2022، وامتدّت لمسافة 188 كيلومتر. فاز بالمرحلة أموري كابيو، وكان متصدر الترتيب العام في نهاية المرحلة بنجامين توماس، وكان المتصدر حسب ترتيب النقاط Jason Tesson ‏، وكان المتصدر في ترتيب التسلق غيليس دي وايلد ‏، وتصدر ترتيب النقاط للشباب Finn Fisher-Black ‏، ومتصدر ترتيب الفرق توتال إنرجيز 2022.
| التصنيف العام         | التصنيف العام      | التصنيف العام   | التصنيف العام                 | التصنيف العام  |
| العداء                | العداء             | البلد           | الفريق                        | الوقت          |
| --------------------- | ------------------ | --------------- | ----------------------------- | -------------- |
| 1                     | بنجامين توماس      | فرنسا           | Cofidis                       | 12 س 30 د 13 ث |
| 2                     | بينوا كوسنيفروي    | فرنسا           | AG2R Citroën Team             | + 3 ث          |
| 3                     | اليكس ارانبورو     | إسبانيا         | موفيستار                      | + 6 ث          |
| 4                     | جوليان سيمون       | فرنسا           | TotalEnergies                 | + 10 ث         |
| 5                     | ماركو تيزا         | إيطاليا         | بنجوال باوليز ساوكس دبليو بي ‏ | + 10 ث         |
| 6                     | Finn Fisher-Black ‏ | نيوزيلندا       | فريق الإمارات                 | + 10 ث         |
| 7                     | جيك ستيوارت        | المملكة المتحدة | Groupama-FDJ                  | + 12 ث         |
| 8                     | رومان هاردي        | فرنسا           | اركيا سامسيك                  | + 14 ث         |
| 9                     | Idar Andersen ‏     | النرويج         | أونو-إكس موبيليتي ‏            | + 16 ث         |
| 10                    | أنتوني تورجيس      | فرنسا           | TotalEnergies                 | + 20 ث         |
| مصدر: ProCyclingStats |                    |                 |                               |                |

### مرحلة 4
هي مرحلة جبلية، أقيمت في 29 مايو 2022، وامتدّت لمسافة 180 كيلومتر. فاز بالمرحلة خوان سباستيان مولانو، وكان متصدر الترتيب العام في نهاية المرحلة بنجامين توماس، وكان المتصدر حسب ترتيب النقاط Orluis Aular ‏، وكان المتصدر في ترتيب التسلق غيليس دي وايلد ‏، وتصدر ترتيب النقاط للشباب جيك ستيوارت، ومتصدر ترتيب الفرق توتال إنرجيز 2022.

## التصنيف العام النهائي
| التصنيف العام                                           | التصنيف العام   | التصنيف العام   | التصنيف العام                 | التصنيف العام  |
| العداء                                                  | العداء          | البلد           | الفريق                        | الوقت          |
| ------------------------------------------------------- | --------------- | --------------- | ----------------------------- | -------------- |
| 1                                                       | بنجامين توماس   | فرنسا           | Cofidis                       | 16 س 40 د 22 ث |
| 2                                                       | بينوا كوسنيفروي | فرنسا           | AG2R Citroën Team             | + 3 ث          |
| 3                                                       | اليكس ارانبورو  | إسبانيا         | موفيستار                      | + 6 ث          |
| 4                                                       | جوليان سيمون    | فرنسا           | TotalEnergies                 | + 10 ث         |
| 5                                                       | ماركو تيزا      | إيطاليا         | بنجوال باوليز ساوكس دبليو بي ‏ | + 10 ث         |
| 6                                                       | جيك ستيوارت     | المملكة المتحدة | Groupama-FDJ                  | + 12 ث         |
| 7                                                       | رومان هاردي     | فرنسا           | اركيا سامسيك                  | + 14 ث         |
| 8                                                       | Idar Andersen ‏  | النرويج         | أونو-إكس موبيليتي ‏            | + 16 ث         |
| 9                                                       | Louis Barré ‏    | فرنسا           | CIC U Nantes Atlantique ‏      | + 19 ث         |
| 10                                                      | أنتوني تورجيس   | فرنسا           | TotalEnergies                 | + 20 ث         |
| مصدر: ProCyclingStats Cycling Quotient Cycling Archives |                 |                 |                               |                |

### تصنيف النقاط
| تصنيف النقاط                                            | تصنيف النقاط         | تصنيف النقاط | تصنيف النقاط                | تصنيف النقاط |
| العداء                                                  | العداء               | البلد        | الفريق                      | النقاط       |
| ------------------------------------------------------- | -------------------- | ------------ | --------------------------- | ------------ |
| 1                                                       | Orluis Aular ‏        | فنزويلا      | كاجا رورال-سيغوروس ‏         | 42 نقطة      |
| 2                                                       | أموري كابيو          | بلجيكا       | اركيا سامسيك                | 41 نقطة      |
| 3                                                       | Bram Welten ‏         | هولندا       | Groupama-FDJ                | 39 نقطة      |
| 4                                                       | Jason Tesson ‏        | فرنسا        | إتش بي بي تي بي – أوبير 93 ‏ | 33 نقطة      |
| 5                                                       | خوان سباستيان مولانو | كولومبيا     | فريق الإمارات               | 32 نقطة      |
| 6                                                       | جوليان سيمون         | فرنسا        | TotalEnergies               | 32 نقطة      |
| 7                                                       | اليكس ارانبورو       | إسبانيا      | موفيستار                    | 31 نقطة      |
| 8                                                       | Jérémy Lecroq ‏       | فرنسا        | فيتال كونسبت ‏               | 28 نقطة      |
| 9                                                       | توماس بودات          | فرنسا        | Van Rysel–Roubaix ‏          | 27 نقطة      |
| 10                                                      | بنجامين توماس        | فرنسا        | Cofidis                     | 25 نقطة      |
| مصدر: ProCyclingStats Cycling Quotient Cycling Archives |                      |              |                             |              |

### تصنيف الجبال
| تصنيف الجبال                                            | تصنيف الجبال        | تصنيف الجبال     | تصنيف الجبال                  | تصنيف الجبال |
| العداء                                                  | العداء              | البلد            | الفريق                        | النقاط       |
| ------------------------------------------------------- | ------------------- | ---------------- | ----------------------------- | ------------ |
| 1                                                       | غيليس دي وايلد ‏     | بلجيكا           | سبورت فلاندرين بالويس ‏        | 74 نقطة      |
| 2                                                       | Paul Hennequin ‏     | فرنسا            | Nice Métropole Côte d'Azur ‏   | 46 نقطة      |
| 3                                                       | Lindsay De Vylder ‏  | بلجيكا           | سبورت فلاندرين بالويس ‏        | 19 نقطة      |
| 4                                                       | Joey Rosskopf ‏      | الولايات المتحدة | Human Powered Health          | 18 نقطة      |
| 5                                                       | دامين توزي          | فرنسا            | AG2R Citroën Team             | 14 نقطة      |
| 6                                                       | Louis Barré ‏        | فرنسا            | CIC U Nantes Atlantique ‏      | 10 نقطة      |
| 7                                                       | Romain Cardis ‏      | فرنسا            | إتش بي بي تي بي – أوبير 93 ‏   | 10 نقطة      |
| 8                                                       | Dimitri Peyskens ‏   | بلجيكا           | بنجوال باوليز ساوكس دبليو بي ‏ | 8 نقطة       |
| 9                                                       | جريج فان أفرمت      | بلجيكا           | AG2R Citroën Team             | 6 نقطة       |
| 10                                                      | Mathieu Burgaudeau ‏ | فرنسا            | TotalEnergies                 | 6 نقطة       |
| مصدر: ProCyclingStats Cycling Quotient Cycling Archives |                     |                  |                               |              |

## تصنيف الفرق

### الفرق حسب الوقت
| تصنيف الفرق حسب الوقت                                   | تصنيف الفرق حسب الوقت | تصنيف الفرق حسب الوقت | تصنيف الفرق حسب الوقت |
| الفريق                                                  | الفريق                | البلد                 | الوقت                 |
| ------------------------------------------------------- | --------------------- | --------------------- | --------------------- |
| 1                                                       | TotalEnergies         | فرنسا                 | 50 س 02 د 02 ث        |
| 2                                                       | Groupama-FDJ          | فرنسا                 | + 4 ث                 |
| 3                                                       | AG2R Citroën Team     | فرنسا                 | + 30 ث                |
| 4                                                       | Cofidis               | فرنسا                 | + 46 ث                |
| 5                                                       | اركيا سامسيك          | فرنسا                 | + 58 ث                |
| مصدر: ProCyclingStats Cycling Quotient Cycling Archives |                       |                       |                       |

## تصانيف فرعية

### تصنيف أفضل شاب
| تصنيف أفضل شاب                                          | تصنيف أفضل شاب | تصنيف أفضل شاب  | تصنيف أفضل شاب | تصنيف أفضل شاب |
| العداء                                                  | العداء         | البلد           | الفريق         | الوقت          |
| ------------------------------------------------------- | -------------- | --------------- | -------------- | -------------- |
| 1                                                       | جيك ستيوارت    | المملكة المتحدة | Groupama-FDJ   |                |
| مصدر: ProCyclingStats Cycling Quotient Cycling Archives |                |                 |                |                |

## وصلات خارجية
- الموقع الرسمي
- لمحة عن سباق بوكليس دي لا مايين 2022 على موقع  ProCyclingStats   (برو  سايكلنج  ستاتس) - إحصاءات  محترفي  الدراجات.
- بوكليس دي لا مايين 2022 على موقع إحصائيات الدراجات الإحترافية (الإنجليزية)
- بوكليس دي لا مايين 2022 في موقع Cycling Archives سايكلنج أركايفز